# Bitva u Ramillies
Bitva u Ramillies byla jednou z významných bitev válek o dědictví španělské. Vévoda z Marlborough a jeho anglicko-holandsko-dánská armáda v ní připravili drtivou porážku francouzsko-španělsko-bavorských jednotek vedených vévodou z Villeroy a bavorským vévodou Maxmiliánem Emanuelem. V důsledku této porážky ztratila francouzská strana kontrolu nad Španělským Nizozemím a nebyla schopna posílit italské bojiště, které musela po porážce v bitvě u Turína zcela vyklidit. Bitva je považována za nejbrilantnější Marlboroughovo vítězství.

## Předehra
Po úspěšném roce 1704 (viz bitva u Höchstädtu) následoval pro protifrancouzskou koalici spíše neúspěšný rok 1705. Pokračující úspěchy Francouzů v severní Itálii vedly Evžena a Marlborougha k vytvoření plánu na přesun obou do Itálie. Plán padl poté, co Francouzi zahájili nové operace v okolí řeky Rýn. Oba vojevůdci se museli rozdělit, Marlborough zůstal na Rýně, Evžen odešel do Itálie. V roce 1705 rozhodnutí na těchto bojištích nepadlo, boje zde proto pokračovaly ještě v roce 1706, kdy Evžen v Itálii a Marlborough na hranicích Říše a Španělského Nizozemí zahájili nové ofenzívy.
Marlborough se přesunul do blízkosti významného města Liège a doufal, že hrozba vůči němu donutí nepřítele k boji. Hodně mu nahrávalo, že jeho hlavním protivníkem byl maršál Villeroy. Vévoda Villeroy zrovna nevynikal válečnickými schopnostmi, nicméně Ludvík XIV. mu jakožto svému velkému oblíbenci dal i přesto příležitost prosadit se a odčinit tak katastrofální výkon, který předvedl v Itálii v letech 1701–1702 (viz bitva u Chiari a bitva u Cremony). Villeroy po střetnutí nijak zvlášť netoužil, ovšem jeho panovník požadoval svedení bitvy, která by navázala na menší úspěchy z roku 1705 a definitivně tak dala zapomenout na drtivou porážku od Höchstädtu.
Jelikož si tedy panovník jednoznačně žádal rozhodnou akci, Villeroy opustil pás svých pevností a vyrazil k pevnosti Léau, kterou francouzská strana ztratila v roce 1705. Marlborough si nebyl jist přesnou pozicí nepřítele ani cílem jeho tažení a napůl naslepo vyrazil rychle k St. André, kde hodlal rozbít tábořiště a rozhodnout se, co dál. Generál Cadogan, který měl budoucí tábořiště prozkoumat, se však vrátil se zprávou, že na místě se nachází tábor nepřítele. Marlborough byl nadšen – bitva, po které toužil, byla na dosah.

## Bitva

### Rozmístění sil
Francouzské síly se rozvinuly do čtyři míle dlouhé konkávní (vborcené) linie, táhnoucí se od Autre-Eglise přes Offus a Ramillies až k Taviers. Severní pozice Francouzů byly posíleny o těžký bažinatý terén protínaný místními potoky, bažiny též chránily bok jejich pravého křídla. Jelikož těžký terén na severu a ve středu bojiště se hodil maximálně pro pěchotu, byla větší část jízdy obou stran shromážděna na jihu bojiště (zhruba mírně nad polovinu jezdeckých sil obou stran). Ve středu pak byla umístěna dělostřelectva obou armád. Marlborough sám velmi rád rozvinutí svých jednotek přizpůsobil nepříteli, byl si totiž vědom toho, že za dané situace bude moci využívat výhody své konvexně prohnuté pozice (zejména výhody vnitřní linie), aniž by si musel dělat těžkou hlavu s jejími nevýhodami (konkrétně zvýšenou hrozbou obklíčení, kterou těžký terén na severu a bažiny znemožňující obchvat na jihu prakticky eliminovaly).

### Průběh bitvy

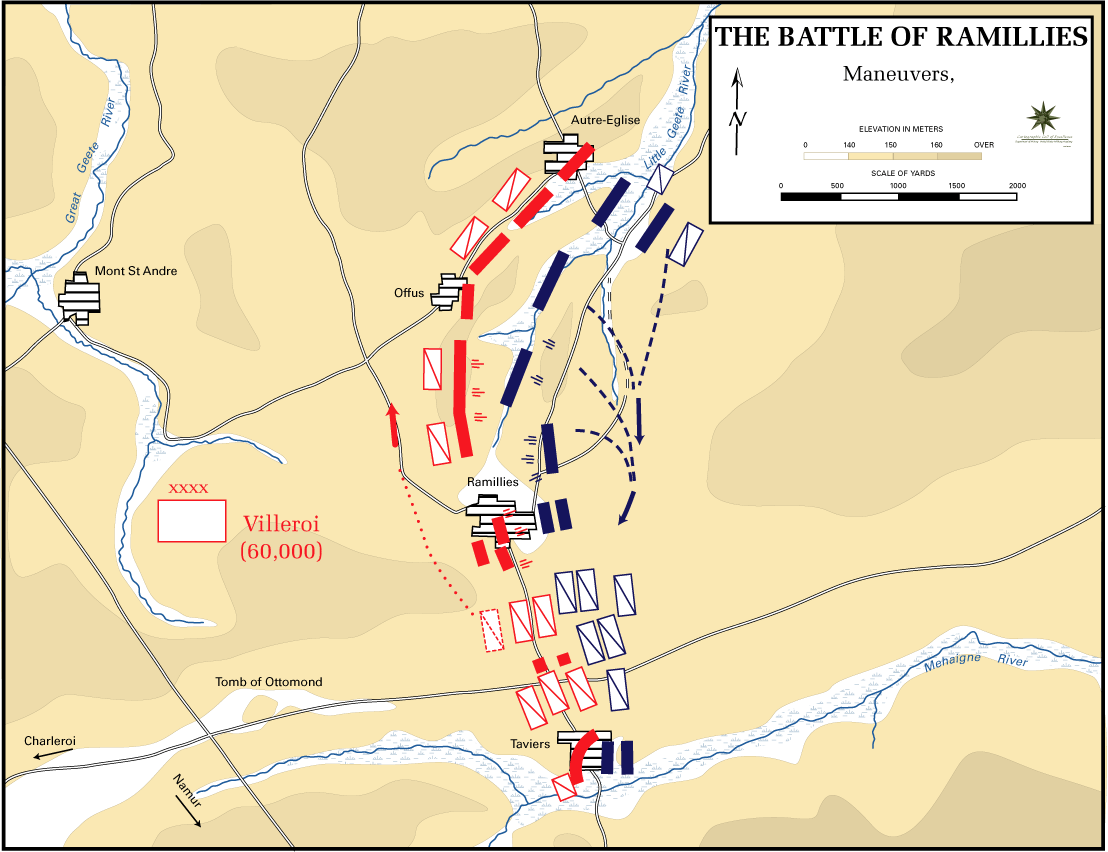
Rozhodující okamžik: Marlborough využívá konvexnosti (vydutosti) svých pozic a z ní vyplývající výhody vnitřní linie a rychle stahuje veškerou jízdu na levé křídlo.

Bitvu zahájila Marlboroughova Modrá garda (nejelitnější holandská pěší formace) na Francouzi obsazenou vesnici Taviers (asi 13:00) a východněji ležící vesničku Franquenée (nejjižnější část bojiště). V asi 13:15 byly oba cíle dobyty. Villeroy vyslal na jejich znovudobytí bavorské zálohy a jednotky ze středu formace. Zároveň poslal další jednotky na sever, kde anglické síly zahájily s mírným zpožděním silný útok na Autre-Eglise. Následoval prudký útok Marlboroughových sil v centru bojiště na Ramillies a Offus, ovšem Francouzi jej vydrželi a jejich protiútoky na jihu začaly rozvracet holandské jednotky. Bitva se však měla rozhodnout jinde.
Pro odražení předchozích útoků totiž Villeroy ještě více reorganizoval svoji linii, která teď byla v různých úsecích bráněna velmi rozdílnými silami. Marlborough si povšiml toho, že pozice mezi Ramillies a Taviers je nyní hájena pouze slabšími jízdními jednotkami (jelikož pěší jednotky i část jízdy se přesunula buďto k Taviers nebo Ramillies) a využil výhody své vnitřní linie, když rychle stáhl veškeré své jízdní jednotky na levé křídlo a vrhl je proti této slabině v francouzských pozicích. Náhle zřetelně slabší vnitřní úsek pravého křídla Francouzů nemohl takovému náporu odolat a zhroutil se dříve, než mu mohly ostatní francouzské jednotky přijít na pomoc. Bitva byla rozhodnuta (asi 19:00).

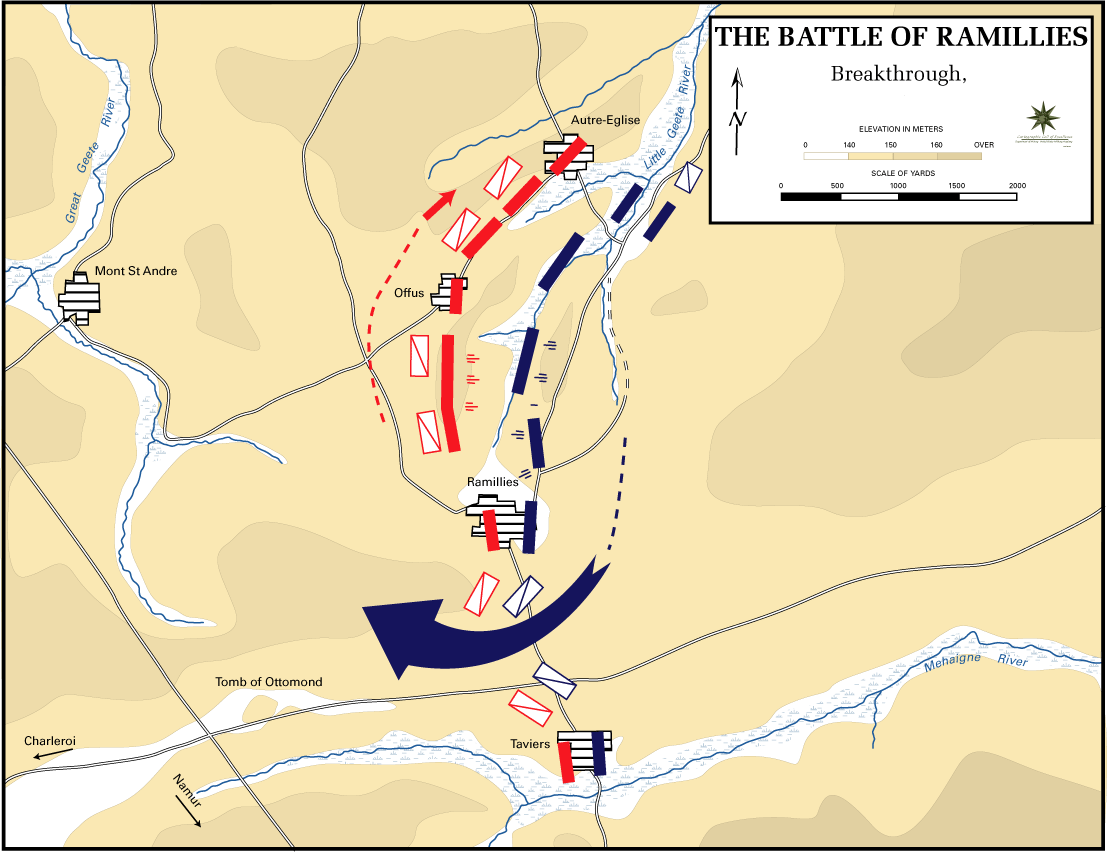
Marlboroughova jízda proráží přes kolabující pravé křídlo fr.-bavorských vojsk

Francouzi se začali urychleně stahovat k severu, ovšem Marlborough je těsně následoval a jeho prudké útoky jim způsobily další ztráty, než tma zcela ukončila boj.

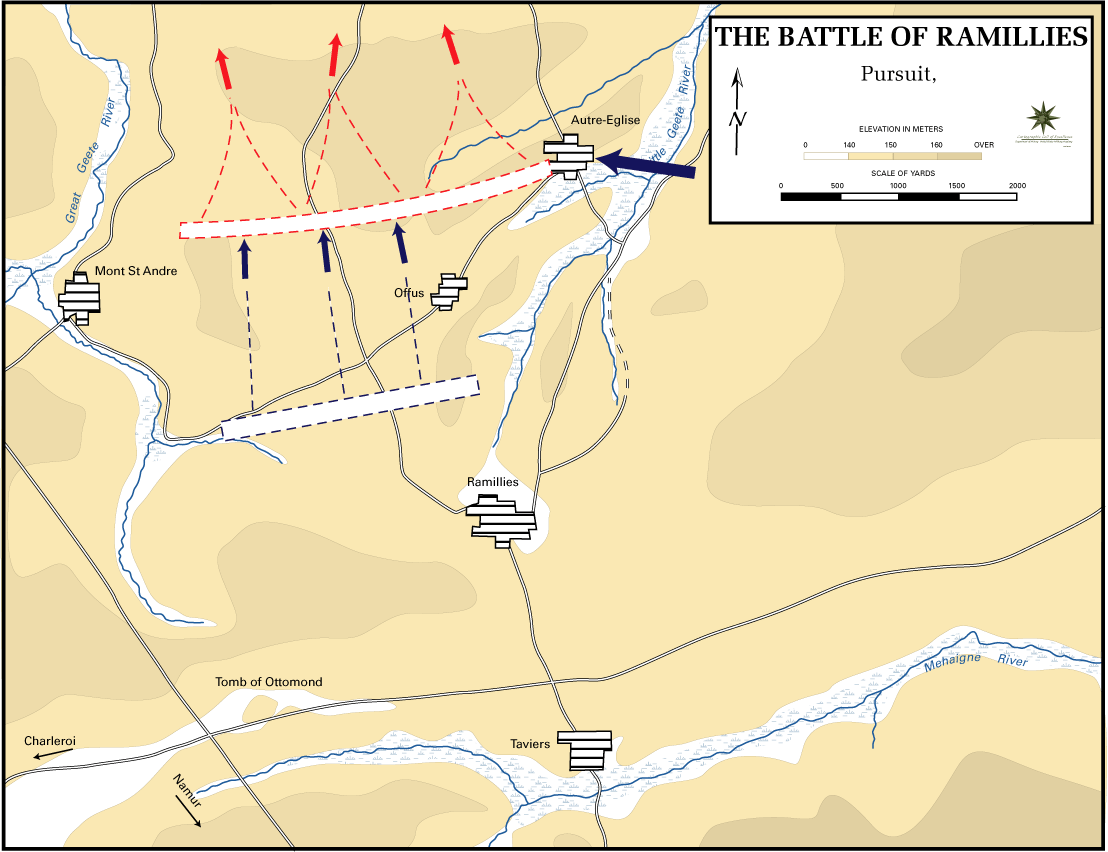
Pronásledování prchajících fr.-bav. jednotek

## Zhodnocení průběhu bitvy
Přestože bitva u Ramillies v mnohých ohledech připomíná bitvu u Höchstädtu, existují zde výrazné odlišnosti. V prvé řadě je nutno přiznat, že zatímco porážku u Höchstädtu lze jednoznačně přičíst hrubým chybám maršála Tallarda, u Ramillies tomu bylo jinak. Villeroy, v pokročilejších fázích bitvy konzultující svůj postup s bavorským kurfiřtem Maxem Emanuelem, odvedl jako vojevůdce kvalitní výkon, dalo by se říci, že možná nejlepší ve své nepříliš úspěšné vojevůdcovské kariéře.
Přesuny jednotek, které Max s Villeroyem prováděli, byly do značné míry vynucené okolnostmi a rozhodně je nelze označit za vyloženě chybné. Podle některých vojenských historiků byl ovšem celkový charakter akcí francouzské strany příliš pasivní, např. jednotky odeslané ze středu formace na sever setrvávaly víceméně pasivně na této části bojiště i poté, co nepřátelský nápor zeslábl a bylo možné je odeslat zpět nebo vrhnout do útoku (což se nepochybně stát mělo).
Řada historiků ovšem upozorňuje také na to, že u Höchstädtu Francie ztratila významný podíl svých elitních formací a velká část dalších byla odeslána do severní Itálie, což se tragicky projevilo právě u Ramillies. Ostudně rychlé zhroucení obrany v Taviers a Franquenée pod útokem sil jen o málo početnějších (pokud vůbec) jednoznačně ukazuje na značnou převahu ve výcviku a kvalitě vojáků a nižších úrovní důstojnického sboru na Marlboroughově straně. Tento fakt ještě potvrzuje i vývoj situace na severní části bojiště, kde měly původně umístěné francouzské síly zvládnout spojenecký útok samy, bez toho, aby jim bylo nutné posílat tak rozsáhlé posily.
Celkově tedy lze říci, že bitvu rozhodla kombinace drobných chyb na francouzské straně, výrazně horší kvalita části francouzských vojáků a do jisté míry malá agresivita francouzského velení, to vše za situace, kdy na straně protivníka velel génius, který dokázal všech těchto okolností beze zbytku využít. Vítězství u Ramillies je zejména z těchto důvodů považováno za nejskvělejší Marlboroughův úspěch.

## Důsledky bitvy
Následky porážky u Ramillies byly pro francouzskou stranu vyloženě katastrofální. Francie ztratila kontrolu na Španělským Nizozemím (což byla mimo to osobní katastrofa Maxe Emanuela, který po ztrátě Bavorska přišel i o místodržitelství, které mu mělo předchozí ztrátu vynahradit) a přestala být schopna vážněji ohrožovat Říši. Ke stabilizaci situace na Rýně a v oblasti Nizozemí musela být navíc povolána část sil z Itálie i s maršálem Vendômem. Tento fakt nepochybně přispěl k následné drtivé porážce francouzských sil u Turína. Jestliže Francie vstupovala do roku 1706 s nadějemi na úspěšnou ofenzívu, končila jej se strašlivými ztrátami a pod bezprostřední hrozbou invaze nepřátel na její vlastní území.